# ハートランド・チャンピオンシップ
ハートランド・チャンピオンシップ（Heartland Championship、ハートランド選手権）は、ニュージーランドにおいて、NPC（ナショナル・プロヴィンシャル・チャンピオンシップ、ニュージーランド州代表選手権）に準ずるラグビーユニオン国内大会である。2006年設立。原則としてアマチュアとセミプロの選手による12の州代表チームで構成される。命名権スポンサーにより「Bunnings Warehouse Heartland Championship（バニングス・ウェアハウス・ハートランド・チャンピオンシップ）」「Bunnings Heartland Championship」ともいう。

## 概要
2005年のNPC（ナショナル・プロヴィンシャル・チャンピオンシップ、ニュージーランド州代表選手権）の結果によって、ニュージーランド国内ラグビーユニオン各代表26チームが、上位14チームと下位12チームとに分離された。
2006年から、上位16チームはプロチームとしてNPC大会を続け、下位12チームはアマチュアチームとして 新設のハートランド・チャンピオンシップ（ハートランド選手権）に参加した。

### ディビジョン分け
ハートランド・チャンピオンシップの対戦形式では、2024年現在、各チームは11チームのうち8チームと対戦し、順位づけを行う。
その結果、1位～4位のチームによる上位ディビジョンとなるMeads Cup（ミーズ・カップ）、5位～8位のチームによる下位ディビジョンとなるLochore Cup（ロコエ・カップ）でそれぞれの優勝を目指して競われる。9位～12位は敗退となる。

## 命名権つき大会名
- 2013年 - 2015年：Pink Batts Heartland Championship[6] - Pink Battsは、住宅用断熱材メーカー[7]
- 2016年 - 2020年：Mitre 10 Heartland Championship[8] - Miter 10は、ホームセンター事業の小売業者[9]
- 2021年 - 現在：Bunnings Warehouse Heartland Championship[10] - Bunningsは、ホームセンター事業の小売業者[11]

## 参加チーム
| 島   | 州代表チーム           | 本拠地         | 公式サイト | フランチャイズしている スーパーラグビーのチーム |
| ---- | ---------------------- | -------------- | ---------- | ----------------------------------------------- |
| 北島 | テムズバレー           | パエロア       | [ 12 ]     | チーフス                                        |
| 北島 | イーストコースト       | ルアトリア     | [ 13 ]     | チーフス                                        |
| 北島 | キングカントリー       | テ・クイティ   | [ 14 ]     | チーフス                                        |
| 北島 | ポヴァティー・ベイ     | ギズボーン     | [ 15 ]     | ハリケーンズ                                    |
| 北島 | ワンガヌイ             | ワンガヌイ     | [ 16 ]     | ハリケーンズ                                    |
| 北島 | ホロフェヌア・カピティ | レビン         | [ 17 ]     | ハリケーンズ                                    |
| 北島 | ワイララパ・ブッシュ   | マスタートン   | [ 18 ]     | ハリケーンズ                                    |
| 南島 | ブラー                 | ウエストポート | [ 19 ]     | クルセイダーズ                                  |
| 南島 | ウエストコースト       | グレイマウス   | [ 20 ]     | クルセイダーズ                                  |
| 南島 | ミッド・カンタベリー   | アシュバートン | [ 21 ]     | クルセイダーズ                                  |
| 南島 | サウス・カンタベリー   | ティマルー     | [ 22 ]     | クルセイダーズ                                  |
| 南島 | ノース・オタゴ         | オマルー       | [ 23 ]     | ハイランダーズ                                  |

## 歴代優勝チーム

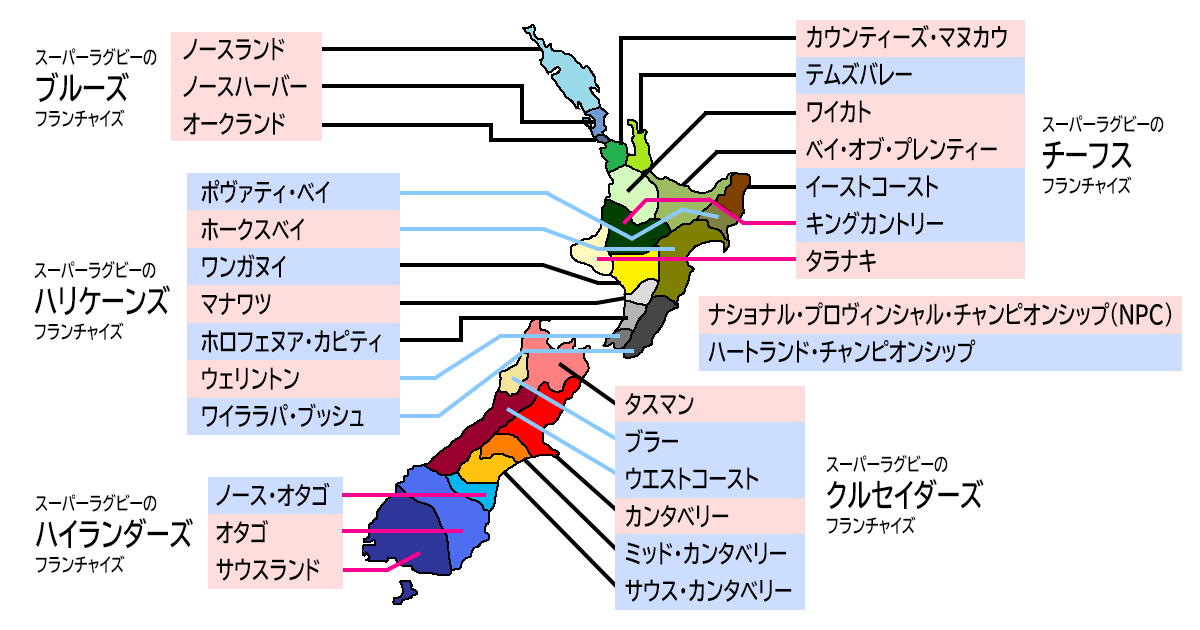
26地域協会のチームと、出場大会

| 年   | ミーズ・カップ Meads Cup （上位ディビジョン） 優勝 | ロコエ・カップ Lochore Cup （下位ディビジョン） 優勝 | 備考          |
| ---- | -------------------------------------------------- | ---------------------------------------------------- | ------------- |
| 2006 | ワイララパ・ブッシュ                               | ポヴァティ・ベイ                                     | [ 24 ]        |
| 2007 | ノース・オタゴ                                     | ポヴァティ・ベイ                                     | [ 25 ]        |
| 2008 | ワンガヌイ                                         | ポヴァティ・ベイ                                     | [ 26 ]        |
| 2009 | ワンガヌイ                                         | ノース・オタゴ                                       | [ 27 ]        |
| 2010 | ノース・オタゴ                                     | ワイララパ・ブッシュ                                 | [ 28 ]        |
| 2011 | ワンガヌイ                                         | ポヴァティ・ベイ                                     | [ 29 ]        |
| 2012 | イーストコースト                                   | ブラー                                               | [ 30 ]        |
| 2013 | ミッド・カンタベリー                               | サウスカンタベリー                                   | [ 31 ]        |
| 2014 | ミッド・カンタベリー                               | ワンガヌイ                                           | [ 32 ] [ 33 ] |
| 2015 | ワンガヌイ                                         | キングカントリー                                     | [ 34 ]        |
| 2016 | ワンガヌイ                                         | ノース・オタゴ                                       | [ 35 ]        |
| 2017 | ワンガヌイ                                         | ミッド・カンタベリー                                 | [ 36 ] [ 37 ] |
| 2018 | テムズバレー                                       | ホロフェヌア・カピティ                               | [ 38 ] [ 39 ] |
| 2019 | ノース・オタゴ                                     | サウスカンタベリー                                   | [ 40 ] [ 41 ] |
| 2020 | 新型コロナウイルス感染症の世界的流行のため開催せず | 新型コロナウイルス感染症の世界的流行のため開催せず   | [ 42 ]        |
| 2021 | サウスカンタベリー                                 | ワンガヌイ                                           | [ 43 ] [ 44 ] |
| 2022 | サウスカンタベリー                                 | イーストコースト                                     | [ 45 ]        |
| 2023 | サウスカンタベリー                                 | ウエストコースト                                     | [ 46 ]        |
| 2024 | テムズバレー                                       | キングカントリー                                     | [ 47 ]        |
| 2025 |                                                    |                                                      |               |